# Oceania Sevens Championship 2023
El Oceania Sevens Championship de 2023 fue la decimoquinta temporada del torneo de selecciones nacionales masculinas de Oceanía de rugby 7.
El torneo se disputóen el Ballymore Stadium de la ciudad de Brisbane, Australia.
El torneo otorgó una plaza para los Juegos Olímpicos de París 2024 y dos para el Torneo Preolímpico.

## Fase de grupos
|  | Avanzan a la fase final. |

### Grupo A
| Pos | Países             | Partidos | Partidos | Partidos | Tantos | Tantos | Tantos | Pts |
| Pos | Países             | G        | E        | P        | PF     | PC     | DP     | Pts |
| --- | ------------------ | -------- | -------- | -------- | ------ | ------ | ------ | --- |
| 1   | Fiyi               | 4        | 0        | 0        | 118    | 44     | 74     | 12  |
| 2   | Nueva Zelanda      | 3        | 0        | 1        | 131    | 22     | 109    | 10  |
| 3   | Australia          | 2        | 0        | 2        | 103    | 47     | 56     | 8   |
| 4   | Oceania Barbarians | 1        | 0        | 3        | 59     | 123    | -64    | 6   |
| 5   | Niue               | 0        | 0        | 4        | 22     | 197    | -175   | 4   |

### Grupo B (Clasificación olímpica)
| Pos | Países          | Partidos | Partidos | Partidos | Tantos | Tantos | Tantos | Pts |
| Pos | Países          | G        | E        | P        | PF     | PC     | DP     | Pts |
| --- | --------------- | -------- | -------- | -------- | ------ | ------ | ------ | --- |
| 1   | Samoa           | 4        | 0        | 0        | 184    | 0      | 184    | 12  |
| 2   | Islas Salomón   | 3        | 0        | 1        | 105    | 74     | 31     | 10  |
| 3   | Islas Cook      | 2        | 0        | 2        | 62     | 75     | -13    | 8   |
| 4   | Tuvalu          | 1        | 0        | 3        | 48     | 96     | -48    | 6   |
| 5   | Samoa Americana | 0        | 0        | 4        | 12     | 166    | -154   | 4   |

### Grupo C (Clasificación olímpica)
| Pos | Países             | Partidos | Partidos | Partidos | Tantos | Tantos | Tantos | Pts |
| Pos | Países             | G        | E        | P        | PF     | PC     | DP     | Pts |
| --- | ------------------ | -------- | -------- | -------- | ------ | ------ | ------ | --- |
| 1   | Papúa Nueva Guinea | 4        | 0        | 0        | 156    | 33     | 123    | 12  |
| 2   | Tonga              | 3        | 0        | 1        | 214    | 36     | 178    | 10  |
| 3   | Vanuatu            | 2        | 0        | 2        | 43     | 136    | -93    | 8   |
| 4   | Nauru              | 1        | 0        | 3        | 43     | 109    | -66    | 6   |
| 5   | Kiribati           | 0        | 0        | 4        | 20     | 162    | -142   | 4   |

## Fase final

### 13° puesto
| 12 de noviembre | Kiribati | 5 - 12 | Samoa Americana |  |  |

### 9° puesto
| 12 de noviembre | Tuvalu | 10 - 5 | Vanuatu |  |  |

| 12 de noviembre | Oceania Barbarians | 34 - 10 | Nauru |  |  |

### 7° puesto
| 12 de noviembre | Australia | 48 - 0 | Islas Cook |  |  |

### 5° puesto
| 12 de noviembre | Islas Salomón | 5 - 22 | Tonga |  |  |

### Copa de Oro
|  | Semifinal          | Semifinal          | Semifinal |       |               | Final              | Final              | Final        |  |
|  |                    |                    |           |       |               |                    |                    |              |  |
|  |                    |                    |           |       |               |                    |                    |              |  |
|  | Fiyi               | Fiyi               | 17        |       |               |                    |                    |              |  |
|  | Fiyi               | Fiyi               | 17        |       |               |                    |                    |              |  |
|  | Nueva Zelanda      | Nueva Zelanda      | 24        |       |               |                    |                    |              |  |
|  | Nueva Zelanda      | Nueva Zelanda      | 24        |       | Nueva Zelanda | Nueva Zelanda      | 24                 |              |  |
|  |                    |                    |           |       | Nueva Zelanda | Nueva Zelanda      | 24                 |              |  |
|  |                    |                    | Samoa     | Samoa | 19            |                    |                    |              |  |
|  | Samoa              | Samoa              | Samoa     | Samoa | 19            | 24                 |                    |              |  |
|  | Samoa              | Samoa              |           |       |               | 24                 |                    |              |  |
|  | Papúa Nueva Guinea | Papúa Nueva Guinea | 0         |       |               | Tercer lugar       | Tercer lugar       | Tercer lugar |  |
|  | Papúa Nueva Guinea | Papúa Nueva Guinea | 0         |       |               | Tercer lugar       | Tercer lugar       | Tercer lugar |  |
|  |                    |                    |           |       |               |                    |                    |              |  |
|  |                    |                    |           |       |               | Fiyi               | Fiyi               | 36           |  |
|  |                    |                    |           |       |               | Fiyi               | Fiyi               | 36           |  |
|  |                    |                    |           |       |               | Papúa Nueva Guinea | Papúa Nueva Guinea | 7            |  |
|  |                    |                    |           |       |               | Papúa Nueva Guinea | Papúa Nueva Guinea | 7            |  |
|  |                    |                    |           |       |               |                    |                    |              |  |

| Bandera de Nueva Zelanda |
| Campeón Nueva Zelanda    |
| 2.do título              |